# 南湖大山東峰
南湖大山東峰，又稱南湖東峰、南湖東山，是位在臺灣臺中市和平區平等里、宜蘭縣南澳鄉金洋村與花蓮縣秀林鄉和平村交界的高山，處於太魯閣國家公園北方界線上，屬中央山脈北段，為宜、中、花三縣市的界點，海拔3,639公尺，在台灣百岳之中排名第14，屬十巖之首，亦為宜蘭縣最高峰。
南湖大山東峰為南湖群峰之一，也是北一段路線途經的八座百岳之一。西南方與南湖大山相望，山脊北接南湖大山東北峰、南湖大山北峰、巴都服山等山，南連陶塞峰與馬比杉山。其位置較為偏僻，也較鄰近山峰險峻。山頂無基石，有太魯閣國家公園的木樁標示南湖東峰。亦屬120岳、150岳。